# ويتني أوتو
ويتني أوتو (بالإنجليزية: Whitney Otto)‏ (1955)؛ روائية أمريكية. درست في جامعة كاليفورنيا.